# 8413 Kawakami
8413 Kawakami eller 1996 TV10 är en asteroid i huvudbältet som upptäcktes den 9 oktober 1996 av de båda japanska astronomerna Seiji Ueda och Hiroshi Kaneda i Kushiro. Den är uppkallad efter Isamu Kawakami.